# VOC in Bengalen

Het moderne Bengalen: (Bangladesh en West-Bengalen.)

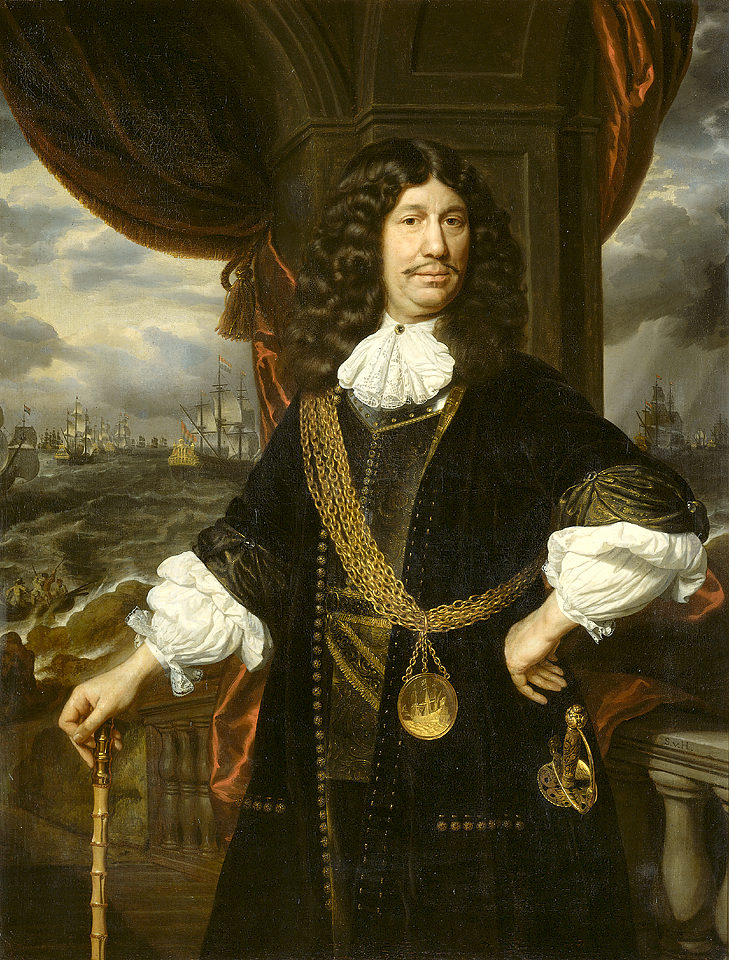
Mattheus van den Broucke (1620-1685), de tweede directeur in Bengalen door Samuel van Hoogstraten

De aanwezigheid van de VOC in Bengalen betreft een aantal handelsposten die de VOC had in de regio Bengalen (het huidige Bangladesh en de Indiase deelstaat West-Bengalen) tussen 1627 en 1795. Hun handelsgebied lag voornamelijk langs de rivier de Ganges, en de handelsposten werden ook wel "kantoren" genoemd. Vanaf 1655 kreeg het gebied de status van directoraat met een eigen bestuur en directeur in Hougli; zie Lijst van VOC-directeuren van Bengalen.

## Bestuur
De hoofdplaats van het gebied was aanvankelijk Pipeli, dat evenwel een eind van de kust lag, en in 1635 werd de handelspost verplaatst naar het gunstiger gelegen Chinsura aan de rivier Hooghly (een van de rivieren in de Gangesdelta). In deze periode sloot de VOC een afspraak met de Nawab van Bengalen, waarbij de stad Chinsura eigenlijk werd gehuurd. De Nawab was de plaatsvervanger van de Mogol, en feitelijk onderkoning van de regio Bengalen. Voordat de VOC een directeur aanstelde had de fiscaal (vergelijkbaar met een burgemeester) het dagelijks bestuur in handen. Tot die tijd vielen de kantoren onder het gouvernement Coromandel. Vanaf 1655 werd het gebied belangrijk genoeg bevonden voor een eigen bestuur, en kreeg Bengalen de status van directoraat.

## Handelsposten

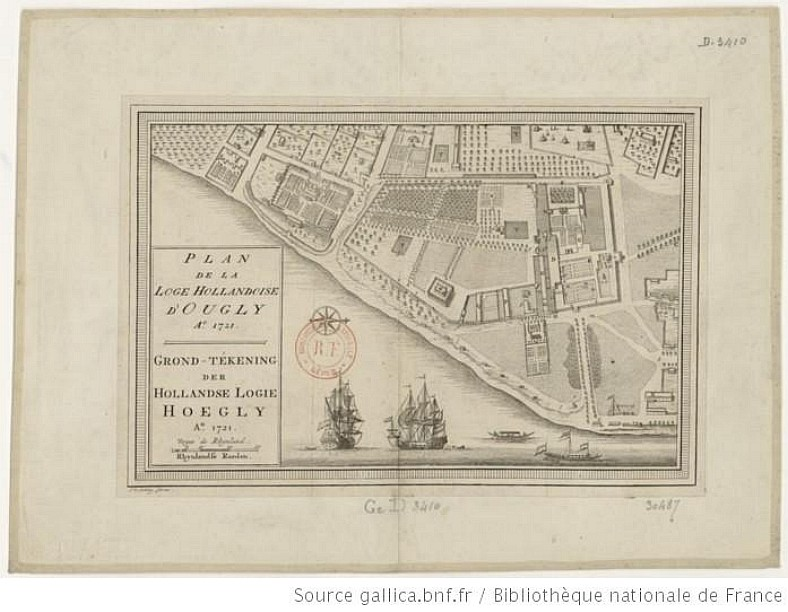
Kaart van de Hollandse loge in Hougly

### Hougli of Chinsura

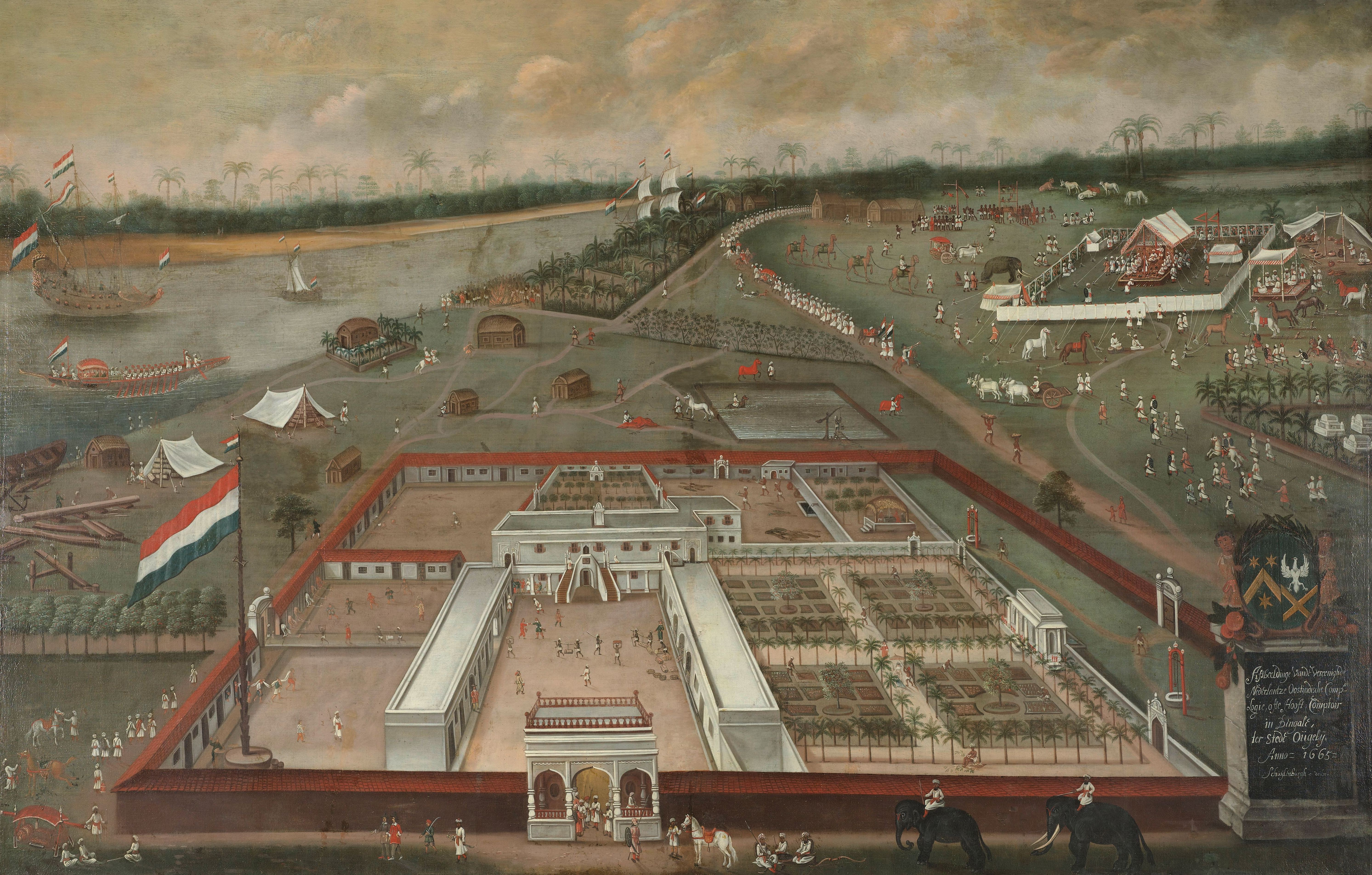
De Nederlandse handelspost in Hougli omstreeks 1665 gemaakt voor de eerste directeur door Hendrik van Schuylenburgh; met lijkverbranding aan de rivier de Hooghly.

Tot 1632 was er bij Hougli een Portugese vestiging. De VOC veroverde deze post op de Portugezen en de ontstane handelspost werd in 1634 de hoofdvestiging voor de handel in Bengalen. Deze verplaatsing zou slechts tijdelijk zijn, maar later werd besloten dit zo te laten. De aan de rivier de Hooghly gelegen post werd bestuurd vanuit Coromandel, maar kreeg in 1655 de status van directoraat. Doordat de handelspost economisch gezien veel belangrijker werd, was een eigen bestuur noodzakelijk geworden. Een jaar later werd de vestiging echter door een getijgolf weggespoeld. Daarom werd bij de zuidelijker gelegen plaats, Chinsura, een nieuwe post geopend onder dezelfde naam. Om eventuele aanvallen af te kunnen slaan werd de post in 1687 ommuurd en vanaf 1740 door Jan Albert Sichterman omgebouwd tot fort met vier hoekbastions. Het fort kreeg de naam Gustavus, naar Gouverneur-generaal Gustaaf Willem van Imhoff.
Rond 1670 was de chirurgijn Nicolaas de Graaff in Bengalen gestationeerd. Hij heeft een aantal gebouwen getekend en geeft in zijn reisverhaal allerlei details over de compagniedienaren Constantin Ranst en Joan van Oosterwijck.
Er werd in de post gehandeld in katoen, opium, borax, gember, hennep, zijde (werd verscheept naar Batavia en Japan) en suiker (dat in Perzië verhandeld werd). Evenals in de andere factorijen is er veel fraude gepleegd in de boekhouding, en Constantin Ranst kreeg als eerste (?) opdracht de zaak uit te zoeken. Rond 1684 werden Hendrik van Rheede en Isaac Soolmans naar Bengalen gestuurd om orde op zaken te stellen.
Net als op Dejima dreef het personeel particuliere handel om het schamele loon op te vijzelen. Wie niet rijk terugkwam, had op te grote voet geleefd.
De handelspost Hougli stond bekend als een van de mooiste van heel Azië. Er was behalve het sterke fort, ook een scheepswerf en een begraafplaats. 

## 18e eeuw
De handel bloeide in de eerste helft van de achttiende eeuw volop, en de VOC besloot dat er vanuit Hougli rechtstreeks op Nederland gevaren mocht worden. Tot dan moesten alle schepen eerst naar Batavia maar de lading werd door de Heren XVII te waardevol geacht. Wanneer de handelswaren namelijk eerst langs Batavia moesten, kwamen de schepen pas in de herfst, een periode met gevaarlijke stormen, aan in de Republiek. Daarom werd Hougli, na Ceylon en Batavia, in 1734 de derde handelspost met een rechtstreekse verbinding. Er was sprake van oplopende concurrentie met andere Europese handelsposten in het gebied. Naast de Nederlanders waren er in Bengalen ook Britse, Franse en Deense kolonies. De Britten hadden in Calcutta de best gelegen locatie en eisten gedurende de 18e eeuw een steeds groter deel van de handel op.

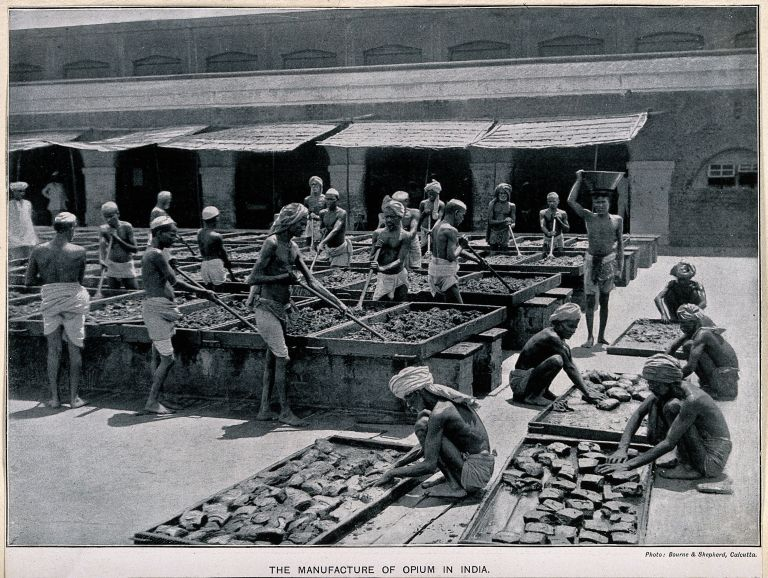
Opiumproductie in India rond 1900

In het begin van de achttiende eeuw vielen grote delen van India ten prooi aan plundering en oorlog als gevolg van het wegvallen van het centrale gezag in het Mogolrijk. In Bengalen bleef de rust gehandhaafd dankzij de sterke gouverneur van de provincie, Alivardi Khan. Deze regeerde als onafhankelijk sultan, en stimuleerde de handel en economie door de Europese handelsposten steeds grotere rechten toe te kennen, zoals de versterking en bewapening van de handelsposten. Als gevolg ontstond met name tussen de Britten en Fransen een wapenwedloop. Na de dood van Alivardi Khan In 1759 grepen de Britten de gelegenheid aan om de Franse handelspost in te nemen. In de Slag bij Plassey versloeg de Britse bevelhebber Robert Clive ook de nieuwe sultan. Clive stelde een marionet aan die de Britten zeer voordelige handelsvoorwaarden gaf. De Nederlandse gouverneur-generaal Jacob Mossel besloot dat de Britse invloed in het gebied moest worden ingeperkt. Er werden 350 Europese en 560 Aziatische militairen geronseld voor de operatie. De schattingen waren echter dat er 4.000 soldaten nodig waren, en de directeur van Bengalen (Adriaan Bisdom) protesteerde dan ook tegen het plan. 
Toch was het eskader schepen al op de Ganges op weg naar de strijd. Wat volgde was de Slag bij Chinsura. Het werd een ramp voor de Nederlanders aangezien de Britten van tevoren al op de hoogte waren van de Nederlandse plannen. In 1759, na afloop van de nederlaag, kwamen de VOC met de Britse East India Company overeen dat de VOC minder soldaten zou legeren in Bengalen. Ondanks deze beperking bleef de VOC nog veel jaren actief in de handel. Toch stagneerde deze langzamerhand en in 1795 werd de post opgeheven.

### Andere handelsposten in Orissa, West-Bengalen, Bihar en Oost-Bengalen

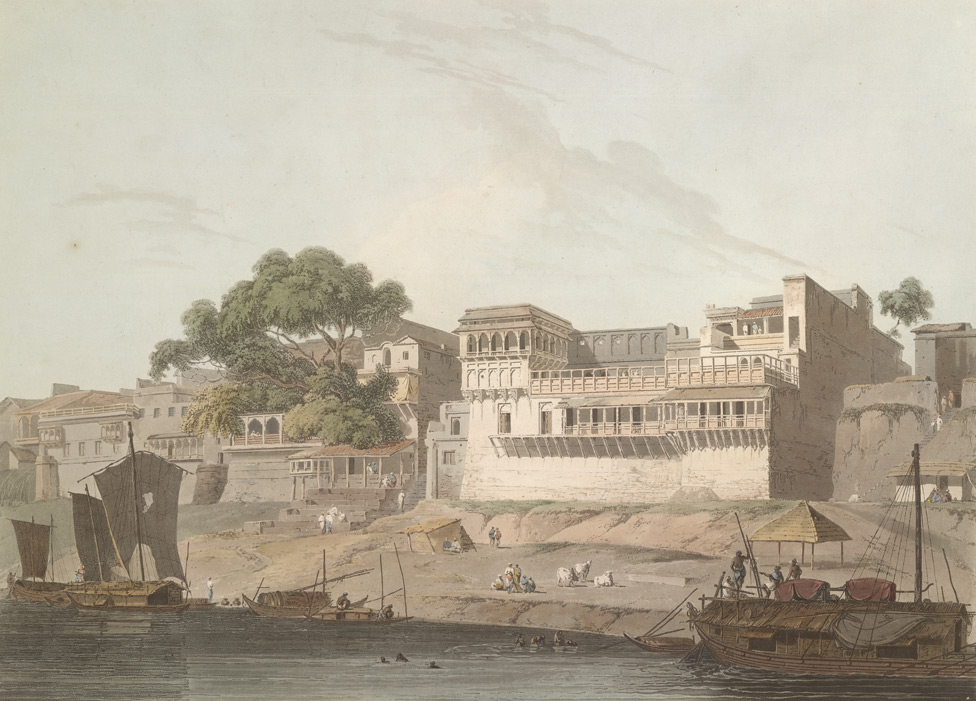
Patna in de 19e eeuw

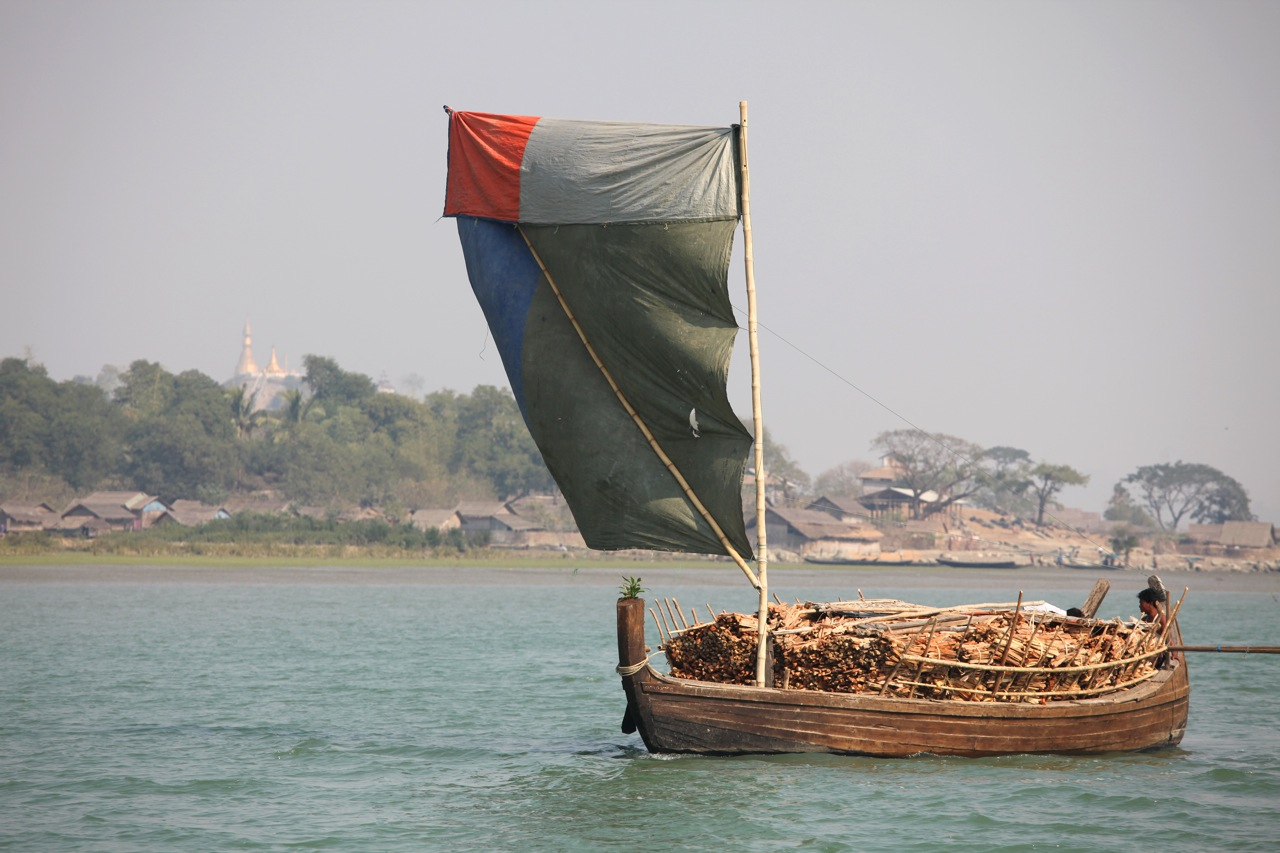
Zeilboot op Kaladan rivier bij Sittwe

- Pipeli - De havenstad Pipeli - het huidige Baliapal - werd vanaf 1627 door de VOC aangedaan. De VOC vestigde hier haar hoofdkantoor, dat dienstdeed tot 1635, waarna het vanwege het ongezonde klimaat, de zandbanken in de rivier en de regelmatig terugkerende overstromingen is verplaatst. Vanuit Pipeli is vooral gehandeld in slaven en salpeter, waarvoor ook een raffinaderij was opgezet. Pipeli is ook na 1635 aangedaan als in- en uitvoerhaven zonder dat er permanente vestiging was. Vijf mijl ten westen lag:
- Baleshwar (Bellesoor of Balasore) - Deze bekende havenstad werd aangedaan door de Engelsen (vanaf 1633), door de Fransen (vanaf 1674) en de Denen (vanaf 1676). Ook de VOC opende er in 1675 een factorij.  De post fungeerde onder andere als verbinding tussen Bengalen en de Coromandel. De East India Company bouwde het fort, William genoemd naar koning Willem III van Oranje.
- Patna - De landinwaartse gelegen post was relatief klein (er was acht man personeel aanwezig) maar was ze belangrijk voor de handel in salpeter, katoen en Amfioen.
- Chhapra - Deze post lag net als Patna een stuk landinwaarts. De salpeter uit Patna werd in een raffinaderij van de compagnie verwerkt. Salpeter werd gebruikt als grondstof voor buskruit en vooral in tijden van oorlog was de vraag hierna groot.
- Cossimbazar of Kassamabazar - Dit was een van de belangrijkste handelsposten van Bengalen waar tevens de opperkoopman gevestigd was. Het belangrijkste product was zijde, een zeer gevraagd product in Japan dat daar met grote winst werd verkocht. De VOC heeft in Kassamabazar een eigen weverij opgezet, waar ruim 600 mannen of vrouwen werkten. Er werden tevens zilveren ropijen, de munteenheid van het Mogolrijk, geslagen.
- Dhaka - Deze stad was het middelpunt van de textielhandel. De VOC en Engelsen openden rond 1665 een factorij in de stad die opbloeide onder de nieuw aangetreden Shaista Khan. Vanwege de winsten vroeg de onderkoning van Bengalen de VOC te hulp in zijn oorlog tegen het Koninkrijk Arakan, het NW-deel van Myanmar, dat uit was op het maken van slaven. Shaista Khan stuurde een speciale gezant naar Joan Maetsuycker in Batavia.
- Malda - Vanuit Malda is korte tijd door de VOC gehandeld in katoenen stoffen. Door de slechte conditie van de VOC-onderkomens en de gespannen houdingen met het lokale bestuur werd de post snel gesloten.
- Mirzapore - Deze post lag ten noorden van Murshidabad. De VOC beschikte er over een hospitaal voor zieke medewerkers.
- Murshidabad - Deze post is tussen 1710 en 1759 door de VOC gebruikt om zilver om te slaan in de Bengaalse munteenheid.
- Rajmahal - Deze post lag in het noorden van Bengalen. Hier werden tot 1710 de munten voor de VOC beslagen. Ook de Engelsen hadden een post in het dorp.
- Sherpur - In deze stad was tijdelijk een VOC-kantoor voor de handel in zijde. Deze zijde was echter niet van dezelfde kwaliteit als de zijde uit Cassimbazar, die grotere winsten opleverde.